# Gora Stahanova
Gora Stahanova är ett berg i Antarktis. Det ligger i Östantarktis. Storbritannien gör anspråk på området. Toppen på Gora Stahanova är 1 381 meter över havet.
Terrängen runt Gora Stahanova är kuperad åt nordväst, men åt sydost är den platt. Terrängen runt Gora Stahanova sluttar söderut.  Trakten är obefolkad. Det finns inga samhällen i närheten.